# 足あと (川嶋あいのアルバム)
『足あと』（あしあと）は、日本のシンガーソングライター・川嶋あいの3枚目のフル・アルバム。2007年6月27日にTSUBASA RECORDS（販売元はソニー・ミュージックディストリビューション）からリリースされた。

## 解説
前作『サンキュー!』より約1年後にリリースされたオリジナル・アルバム。歌詞のテーマは『創造と破壊』とされている
。
初回限定盤はコンサート映像やPVなどが収録された特典DVD付。

## 収録曲

### Disc 1 / CD
| 全作詞・作曲: 川嶋あい。 |                                            |           |            |            |      |
| #                        | タイトル                                   | 作詞      | 作曲・編曲 | 編曲       | 時間 |
| 1.                       | 「君に・・・・・」                         | 川嶋あい  | 川嶋あい   | 小澤純     | 4:48 |
| 2.                       | 「My Love」(Strings: 弦一徹、宗本康兵)     | 川嶋あい  | 川嶋あい   | 長澤孝志   | 4:23 |
| 3.                       | 「桜慕情」(Strings: 弦一徹)                | 川嶋あい  | 川嶋あい   | 中村タイチ | 4:41 |
| 4.                       | 「Crying (Album Ver.)」(Strings: 四家卯大) | 川嶋あい  | 川嶋あい   | 宗本康兵   | 5:15 |
| 5.                       | 「Someday」                                | 川嶋あい  | 川嶋あい   | 湯浅公一   | 5:36 |
| 6.                       | 「彼氏」                                   | 川嶋あい  | 川嶋あい   | 長澤孝志   | 4:35 |
| 7.                       | 「暑中お見舞い申し上げます」               | 川嶋あい  | 川嶋あい   | 中村タイチ | 4:30 |
| 8.                       | 「赤い靴のミモザ」                         | 川嶋あい  | 川嶋あい   | 宗本康兵   | 4:23 |
| 9.                       | 「大切な約束」(Strings: 弦一徹)            | 川嶋あい  | 川嶋あい   | 宗本康兵   | 5:39 |
| 10.                      | 「Dreaming World」                         | 川嶋あい  | 川嶋あい   | naoki      | 4:19 |
| 11.                      | 「救世種」                                 | 川嶋あい  | 川嶋あい   | 吉川忠英   | 5:00 |
| 12.                      | 「compass」(Strings: 弦一徹)               | 川嶋あい  | 川嶋あい   | 宗本康兵   | 5:44 |
| 13.                      | 「足跡」                                   | 川嶋あい  | 川嶋あい   | 吉川忠英   | 5:11 |
| 合計時間:                | 合計時間:                                  | 合計時間: | 64:04      |            |      |

### Disc 2 / DVD (初回限定盤)
| #  | タイトル                                                            | 作詞 | 作曲・編曲 |
| -- | ------------------------------------------------------------------- | ---- | ---------- |
| 1. | 「川嶋あいクリスマスコンサート2006 〜もう1つの約束〜 ダイジェスト」 |      |            |
| 2. | 「大切な約束 (PV)」                                                 |      |            |
| 3. | 「My Love (PV)」                                                    |      |            |
| 4. | 「compass (PV)」                                                    |      |            |
| 5. | 「君に・・・・・ (PV)」                                             |      |            |
| 6. | 「大切な約束 (TV SPOT)」                                            |      |            |
| 7. | 「My Love (TV SPOT)」                                               |      |            |
| 8. | 「compass (TV SPOT)」                                               |      |            |
| 9. | 「君に・・・・・ (TV SPOT)」                                        |      |            |

### 楽曲解説
1. 君に・・・・・
  - 13thシングル。
2. My Love
  - 11thシングル。
3. 桜慕情
4. Crying (Album Ver.)
  - 11thシングルカップリングのアルバムバージョン。
5. Someday
6. 彼氏
7. 暑中お見舞い申し上げます
8. 赤い靴のミモザ
9. 大切な約束
  - 10thシングル。
10. Dreaming World
11. 救世種
12. compass
  - 12thシングル。
13. 足跡

## 演奏
- 遠山哲朗：Guitar (#1.8.9)
- 種子田健：Bass (#1.12)
- 村石雅行：Drums (#1)
- 宗本康兵
  - Piano (#1.3.4.8.9.12)
  - Pianica (#8)
  - Programming (#12)
- 木暮武彦：Guitar (#2)
- 木根尚登 (TM NETWORK)：Acoustic Guitar (#2)
- 蓑輪単志：Keyboards (#2)
- 川西幸一：Drums (#2)
- 弦一徹ストリングス：Strings (#2.3.9.12)
  - 弦一徹：Violin (#7)
- 中村タイチ
  - Guitar (#3.7)
  - All Other Instruments (#7)
- 飯田高広：Synthesizer (#3.7)
- 四家卯大ストリングス：Strings (#4)
- 湯浅公一：Programming (#5)
- 長沢崇史
  - Guitar (#6.12)
  - Bass, Keyboards, Programming (#6)
- 竹下欣伸：Bass (#8)
- 萱谷亮一：Percussion (#8.9)
- 押越雪彦：Bass (#9)
- 橋谷田真：Drums (#9)
- 中島由紀：Chorus (#9)
- naoki：Programming (#10)
- 知野芳彦：Chorus, Chorus Arrangement (#10.12)
- 浅井麻里、TeamTsubasa：Chorus (#10)
- 島村英二：Drums (#11)
- 河合徹三：Bass (#11)
- 中村哲：Piano, Accordion, Soprano Sax (#11)
- 米川泰正：Electric Guitar (#11)
- 吉川忠英：Acoustic Guitar (#11.13)
- 青山純：Drums (#12)
- 藤井珠緒：Percussion (#12)
- わたなべまき、Lucy、増村高樹：Chorus (#12)